# Hemitragus jemlahicus

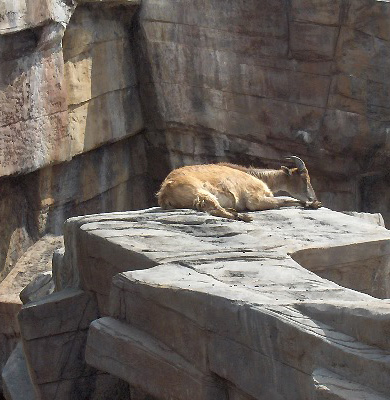
Un tahr dell'Himalaya

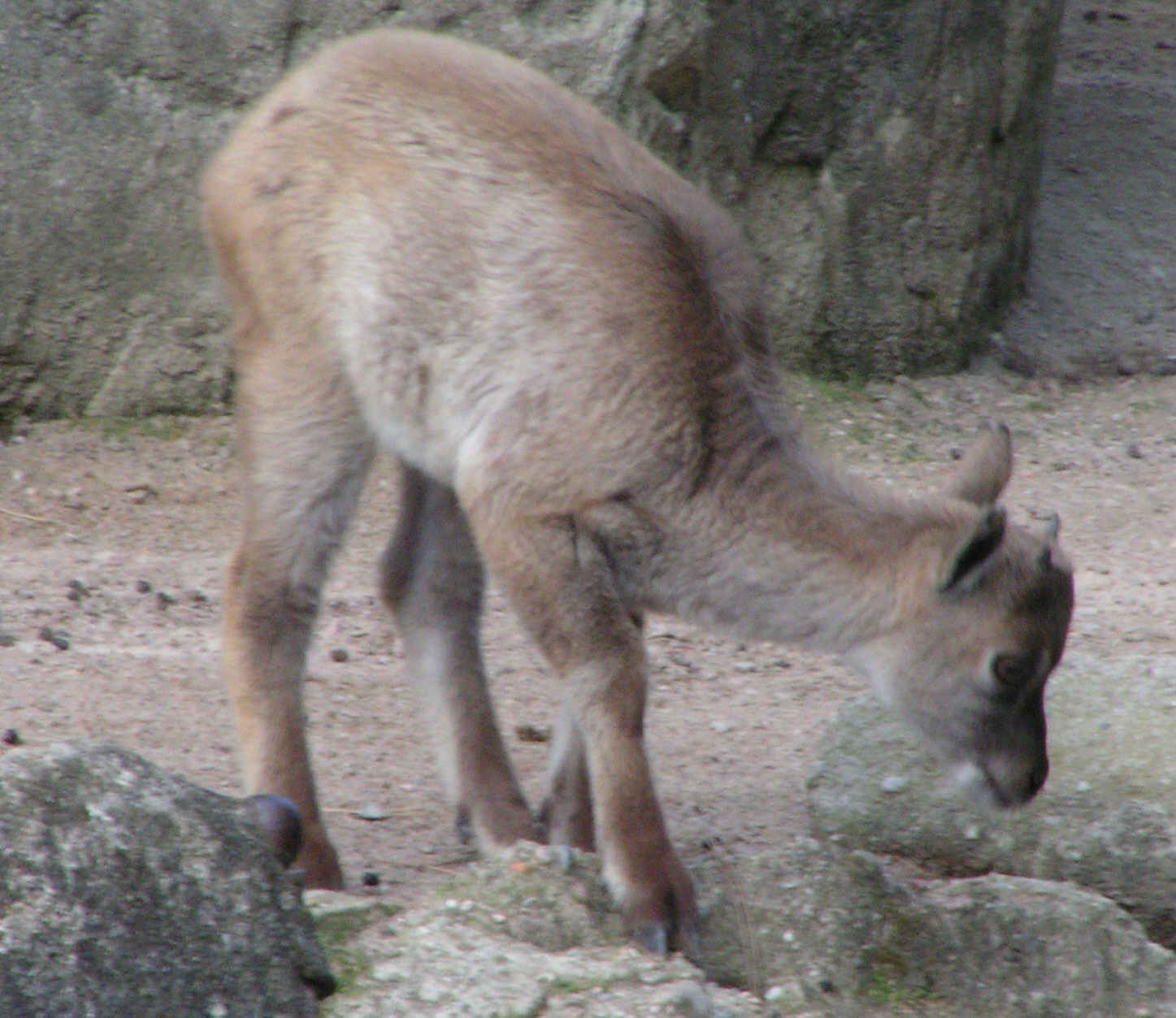
Un giovane esemplare

Il tahr (o thar) dell'Himalaya (Hemitragus jemlahicus) è un grosso ungulato strettamente imparentato con la capra selvatica. È originario delle colline rocciose e boscose e delle pendici montuose dell'Himalaya, dall'Asia Centrale e dal Kashmir settentrionale fino alla Cina. Trascorre i mesi estivi pascolando ad altitudini più elevate, per poi scendere ad altitudini inferiori e formare gruppi misti di maschi e femmine in inverno. La sua scoperta si deve a Charles Hamilton Smith ed una sua prima descrizione compare già nella monumentale opera Regne animal di Cuvier (1827).

## Tassonomia
In passato, tutte e tre le specie di tahr venivano classificate nel genere Hemitragus. Tuttavia, recenti studi genetici hanno dimostrato che queste specie non sono così imparentate tra loro come ritenuto in precedenza. Di conseguenza, il tahr del Nilgiri è stato incluso nel genere Nilgiritragus e quello dell'Arabia in Arabitragus; nel genere Hemitragus è rimasto il solo tahr dell'Himalaya.

## Descrizione
La testa del tahr è piuttosto piccola, con occhi grandi e piccole orecchie appuntite. Gli zoccoli presentano un nucleo flessibile e gommoso che permette all'animale di fare presa anche sulle rocce più lisce, mentre i margini duri e aguzzi possono infilarsi anche nelle più piccole fessure. I maschi sono più grandi delle femmine e presentano colorazione e struttura delle corna differenti. Gli esemplari adulti pesano 135 – 180 kg, misurano 120 – 170 cm di lunghezza e 60 – 90 cm di altezza al garrese. Il tahr è un animale erbivoro e si nutre di erba, arbusti e alberelli. La gestazione dura sette mesi, dopo i quali nasce solitamente un unico piccolo. Questo viene allattato fino all'età di sei mesi, ma può rimanere in compagnia della madre fino ai due anni. In natura, i tahr possono vivere fino a 15 anni, ma generalmente la durata media della loro vita è sui dieci anni.

## Conservazione
Il tahr dell'Himalaya è stato introdotto nell'Isola del Sud della Nuova Zelanda ed ora è molto diffuso sulle Alpi meridionali, dove viene considerato un animale nocivo, dato che si nutre in buona parte della vegetazione originaria. La caccia al tahr a scopo sportivo è molto diffusa e costituisce un'attività commerciale ben remunerata. Proprio per questo scopo l'animale è stato introdotto anche in Nuovo Messico, California, Sudafrica ed Ontario.